# Dragan Bošković
Dragan Bošković (* 27. Dezember 1985 in Berane, SFR Jugoslawien) ist ein ehemaliger montenegrinischer Fußballspieler.

## Karriere

### Verein
Seinen ersten Profivertrag unterschrieb Bošković 2004 bei seinem Jugendverein, dem damaligen Zweitligisten FK Grbalj Radanovići. Fünf Jahre später wechselte er in die montenegrinische Hauptstadt zum FK Budućnost Podgorica. Hier schoss er in 100 Spielen 32 Tore. 2013 zog es ihn nach Asien, wo er einen Vertrag beim thailändischen Erstligisten Suphanburi FC unterschrieb. In 38 Spielen traf er 12 Mal das Tor. 2015 wechselte Bošković nach Bangkok zum Ligakonkurrenten Bangkok United. In 95 Spielen erzielte er 71 Treffer. 2018 wechselte er zum ebenfalls in der thailändischen Hauptstadt ansässigen Port FC. In 35 Erstligaspielen schoss er 22 Tore. Nach zwei Jahren verließ er Bangkok und wechselte an die Ostküste zum Chonburi FC. Der Club aus Chonburi spielte ebenfalls in der ersten Liga. Nach 13 Erstligaspielen für Chonburi wechselte er im Dezember 2020 zum Ligakonkurrenten Police Tero FC nach Bangkok. Bis Saisonende stand er 15-mal für Police in der ersten Liga auf dem Spielfeld und erzielte dabei fünf Treffer. Ende Juni 2021 beendete er seine Karriere als Fußballspieler.

### Nationalmannschaft
Am 29. Februar 2012 absolvierte Dragan Bošković eine Partie für die montenegrinische A-Nationalmannschaft in einem Testspiel gegen Island. Beim 2:1-Heimsieg wurde er in der 89. Minute für Stevan Jovetić eingewechselt.

## Erfolge
FK Budućnost Podgorica
- Montenegrinischer Meister: 2012
- Montenegrinischer Pokalsieger: 2013

Port FC
- Thailändischer Pokalsieger: 2019

## Auszeichnungen
Thai League
- Torschützenkönig: 2017 (Bangkok United/38 Tore)